# San Juanico Centro
San Juanico Centro är en småstad i kommunen Temascalcingo i delstaten Mexiko i Mexiko. Samhället hade 1 121 invånare vid folkräkningen 2020. På högre höjd ovanför San Juanico Centro ligger staden San Juanico El Alto.